# Абай (Республіка Алтай)
Абай (рос. Абай) — село Усть-Коксинського району, Республіка Алтай Росії. Входить до складу Амурського сільського поселення.
Населення — 372 особи (2015 рік).